# Sander Westerveld
Sander Westerveld (ur. 23 października 1974 w Enschede) – holenderski piłkarz, grający na pozycji bramkarza.
W wieku 6 lat Westerveld trafił do małej szkółki piłkarskiej w Enschede, De Tubanters. Profesjonalną karierę zaczynał w FC Twente, do którego trafił w 1988 roku. Pierwszy oficjalny mecz zagrał w 1994 roku. Po 2 sezonach spędzonych w Eredivisie odszedł do SBV Vitesse, gdzie stał się jednym z lepszych bramkarzy w lidze.
Przed sezonem 1998–1999 trafił do angielskiego zespołu Liverpool, gdzie zastąpił odchodzącego Davida Jamesa. Jednak w Premiership nie szło mu za dobrze i przez 2 sezony był ciągle krytykowany przez media. Na początku sezonu 2001–2002 Westerveld popełnił kardynalny błąd w meczu z Boltonem i wściekły Gerard Houllier posadził go na trybunach, a jego miejsce zajął nowy nabytek, Jerzy Dudek, a na ławce usiadł Chris Kirkland. Westerveld musiał szukać sobie nowego klubu i wybór padł na Real Sociedad. Po 3 sezonach odszedł do innego klubu Primera División, RCD Mallorca. Natomiast od lipca 2005 roku do stycznia 2006 był zawodnikiem Portsmouth FC, do którego sprowadził go już nie pracujący tam menedżer Alain Perrin. Westerveld nie był jednak pierwszym bramkarzem i wypożyczono go do Evertonu, gdzie zagrał przez całą rundę wiosenną tylko 2 mecze. Jedyne sukcesy w klubie jakie zdobył Westerveld miały miejsce z Liverpoolem, z którym zdobył Puchar UEFA, Puchar Ligi Angielskiej, Puchar Anglii, Superpuchar Anglii i Superpuchar Europy a wszystko to w jednym roku – roku 2001.
W sezonie 2006/2007 Westerveld ponownie bronił w Hiszpanii, tym razem w drużynie UD Almería, w której był pierwszym bramkarzem, a w 2007 roku powrócił do Holandii i został bramkarzem Sparty Rotterdam.
W reprezentacji Holandii Westerveld zadebiutował 8 czerwca 1999 roku w przegranym 3-1 meczu z reprezentacją Brazylii. W drużynie narodowej nigdy jednak ten bramkarz nie zaistniał na dłużej, toteż rozegrał w niej tylko 6 meczów.

## Kariera
| Sezon   | Klub             | Kraj      | Rozgrywki        | Mecze | Bramki |
| ------- | ---------------- | --------- | ---------------- | ----- | ------ |
| 1994/95 | FC Twente        | Holandia  | Eredivisie       | 3     | 0      |
| 1995/96 | FC Twente        | Holandia  | Eredivisie       | 11    | 0      |
| 1996/97 | SBV Vitesse      | Holandia  | Eredivisie       | 34    | 0      |
| 1997/98 | SBV Vitesse      | Holandia  | Eredivisie       | 34    | 0      |
| 1998/99 | SBV Vitesse      | Holandia  | Eredivisie       | 33    | 0      |
| 1999/00 | Liverpool        | Anglia    | Premiership      | 36    | 0      |
| 2000/01 | Liverpool        | Anglia    | Premiership      | 38    | 0      |
| 2001/02 | Liverpool        | Anglia    | Premiership      | 1     | 0      |
| 2001/02 | Real Sociedad    | Hiszpania | Primera División | 20    | 0      |
| 2002/03 | Real Sociedad    | Hiszpania | Primera División | 37    | 0      |
| 2003/04 | Real Sociedad    | Hiszpania | Primera División | 20    | 0      |
| 2004/05 | RCD Mallorca     | Hiszpania | Primera División | 6     | 0      |
| 2005/06 | Portsmouth FC    | Anglia    | Premiership      | 6     | 0      |
| 2005/06 | Everton          | Anglia    | Premiership      | 2     | 0      |
| 2006/07 | UD Almería       | Hiszpania | Segunda División | 33    | 0      |
| 2007/08 | Sparta Rotterdam | Holandia  | Eredivisie       | 29    | 0      |